# Valdemarsvik-Ringarums pastorat
Valdemarsvik-Ringarums pastorat ingår i Kustbygdens kontrakt (före 2017 Söderköpings kontrakt) i Linköpings stift i Valdemarsviks kommun.
Pastoratet bildades 2012 genom sammanläggning av Valdemarsviks pastorat och Ringarums pastorat och består av:
- Valdemarsviks församling
- Ringarums församling

Pastoratskod var till 2017 020907, och är därefter 021215.